# Guy Fréquelin
Guy Fréquelin (Langres, 1945. április 2. –) francia autóversenyző, egyszeres rali-világbajnoki futamgyőztes.

## Pályafutása
1973 és 1987 között vett részt a rali-világbajnokság futamain. Ez idő alatt harmincöt versenyen indult, hétszer állt dobogón, harmincöt szakaszt nyert, és egy versenyen, az 1981-es Argentin ralin lett első. Legelőkelőbb összetett világbajnoki helyezését az 1981-es szezonban érte el, amikor is a második helyen zárta az évet. Visszavonulása után, 2007-ig a Citroën Total World Rally Team csapatfőnöke volt.

### Rali-világbajnoki győzelem
| #  | Dátum              | Rali          | Navigátor | Autó                 | Összefoglaló |
| -- | ------------------ | ------------- | --------- | -------------------- | ------------ |
| 1. | 1981. július 18-23 | Argentin rali | Jean Todt | Talbot Sunbeam Lotus | Összefoglaló |